# Carl Wilhelm Petersén
Carl Wilhelm Malkus Petersén (* 28. März 1884 in Stockholm, Schweden; † 3. Oktober 1973 in San Diego, Kalifornien, USA) war ein schwedischer Curler.
Petersén spielte als Skip der schwedischen Mannschaft bei den I. Olympischen Winterspielen 1924 in Chamonix im Curling. Die Mannschaft gewann die olympische Silbermedaille.

## Erfolge
- 2. Platz Olympische Winterspiele 1924